# Egypte op de Olympische Zomerspelen 2024
Egypte nam deel aan de Olympische Zomerspelen 2024 in Parijs, Frankrijk.

## Medailleoverzicht
| Medaille | Naam             | Sport            | Onderdeel             | Datum            |
| -------- | ---------------- | ---------------- | --------------------- | ---------------- |
| Goud     | Ahmed El-Gendy   | Moderne vijfkamp | individueel (m)       | 10 augustus 2024 |
|          |                  |                  |                       |                  |
| Zilver   | Sara Ahmed       | Gewichtheffen    | Zwaar -81 kg (v)      | 10 augustus 2024 |
|          |                  |                  |                       |                  |
| Brons    | Mohamed El-Sayed | Schermen         | Degen individueel (m) | 28 juli 2024     |

## Aantal Deelnemers
Hieronder volgt een overzicht van de atleten die zich kwalificeerden voor de Olympische Zomerspelen van 2024.
| Sport            | Mannen | Vrouwen | Totaal |
| ---------------- | ------ | ------- | ------ |
| Atletiek         | 5      | 1       | 6      |
| Boksen           | 2      | 1       | 3      |
| Boogschieten     | 1      | 1       | 2      |
| Gewichtheffen    | 2      | 3       | 5      |
| Gymnastiek       | 1      | 8       | 9      |
| Handbal          | 14     | 0       | 14     |
| Judo             | 2      | 0       | 2      |
| Kanovaren        | 0      | 1       | 1      |
| Moderne vijfkamp | 2      | 2       | 4      |
| Paardensport     | 1      | 0       | 1      |
| Roeien           | 3      | 0       | 3      |
| Schermen         | 9      | 7       | 16     |
| Schietsport      | 5      | 6       | 11     |
| Schoonspringen   | 2      | 2       | 4      |
| Synchroonzwemmen | 0      | 8       | 8      |
| Taekwondo        | 2      | 1       | 3      |
| Tafeltennis      | 3      | 3       | 6      |
| Tennis           | 0      | 1       | 1      |
| Voetbal          | 18     | 0       | 18     |
| Volleybal        | 12     | 2       | 14     |
| Wielersport      | 1      | 2       | 3      |
| Worstelen        | 10     | 1       | 11     |
| Zeilen           | 1      | 1       | 2      |
| Zwemmen          | 1      | 1       | 2      |
| Totaal           | 97     | 52      | 149    |

## Deelnemers en Resultaten

### Atletiek

#### Technische nummers
Mannen
| atleet             | onderdeel      | kwalificaties | kwalificaties | finale         | finale         |
| atleet             | onderdeel      | afstand       | rang          | afstand        | rang           |
| ------------------ | -------------- | ------------- | ------------- | -------------- | -------------- |
| Mostafa Elgamel    | hamerslingeren | 70,09 m       | 30            | niet geplaatst | niet geplaatst |
| Mohamed Khalifa    | kogelstoten    | 19,27 m       | 25            | niet geplaatst | niet geplaatst |
| Mostafa Amr Hassan | kogelstoten    | 19,70 m       | 20            | niet geplaatst | niet geplaatst |
| Ihab Abdelrahman   | speerwerpen    | 72,98 m       | 30            | niet geplaatst | niet geplaatst |
| Moustafa Mahmoud   | speerwerpen    | 74,87 m       | 29            | niet geplaatst | niet geplaatst |

Vrouwen
| atleet     | onderdeel   | kwalificaties | kwalificaties | finale         | finale         |
| atleet     | onderdeel   | afstand       | rang          | afstand        | rang           |
| ---------- | ----------- | ------------- | ------------- | -------------- | -------------- |
| Esraa Owis | verspringen | 6,20 m        | 29            | niet geplaatst | niet geplaatst |

### Boksen
Mannen
| atleet            | onderdeel     | eerste ronde         | tweede ronde          | kwartfinale          | halve finale         | finale               | rang           |
| atleet            | onderdeel     | tegenstander uitslag | tegenstander uitslag  | tegenstander uitslag | tegenstander uitslag | tegenstander uitslag | rang           |
| ----------------- | ------------- | -------------------- | --------------------- | -------------------- | -------------------- | -------------------- | -------------- |
| Omar Elawady      | weltergewicht | bye                  | Muydinkhujaev V 0 - 5 | niet geplaatst       | niet geplaatst       | niet geplaatst       | niet geplaatst |
| Abdelrahman Oraby | middelgewicht | bye                  | Allahverdiyev V 0 - 5 | niet geplaatst       | niet geplaatst       | niet geplaatst       | niet geplaatst |

Vrouwen
| atlete      | onderdeel     | eerste ronde         | tweede ronde         | kwartfinale          | halve finale         | finale               | rang           |
| atlete      | onderdeel     | tegenstander uitslag | tegenstander uitslag | tegenstander uitslag | tegenstander uitslag | tegenstander uitslag | rang           |
| ----------- | ------------- | -------------------- | -------------------- | -------------------- | -------------------- | -------------------- | -------------- |
| Yomna Ayyad | bantamgewicht | Uktamova V WO        | niet geplaatst       | niet geplaatst       | niet geplaatst       | niet geplaatst       | niet geplaatst |

### Boogschieten
Mannen
| atleet        | onderdeel   | plaatsingsronde | plaatsingsronde | eerste ronde         | tweede ronde         | derde ronde          | kwartfinale          | halve finale         | finale / BM          | finale / BM    |
| atleet        | onderdeel   | score           | rang            | tegenstander uitslag | tegenstander uitslag | tegenstander uitslag | tegenstander uitslag | tegenstander uitslag | tegenstander uitslag | rang           |
| ------------- | ----------- | --------------- | --------------- | -------------------- | -------------------- | -------------------- | -------------------- | -------------------- | -------------------- | -------------- |
| Youssof Tolba | individueel | 624             | 62              | Unruh V 0 - 6        | niet geplaatst       | niet geplaatst       | niet geplaatst       | niet geplaatst       | niet geplaatst       | niet geplaatst |

Vrouwen
| atleet   | onderdeel   | plaatsingsronde | plaatsingsronde | eerste ronde         | tweede ronde         | derde ronde          | kwartfinale          | halve finale         | finale / BM          | finale / BM    |
| atleet   | onderdeel   | score           | rang            | tegenstander uitslag | tegenstander uitslag | tegenstander uitslag | tegenstander uitslag | tegenstander uitslag | tegenstander uitslag | rang           |
| -------- | ----------- | --------------- | --------------- | -------------------- | -------------------- | -------------------- | -------------------- | -------------------- | -------------------- | -------------- |
| Jana Ali | individueel | 573             | 63              | Nam S-h V 1 - 7      | niet geplaatst       | niet geplaatst       | niet geplaatst       | niet geplaatst       | niet geplaatst       | niet geplaatst |

Gemengd
| atleet                 | onderdeel | plaatsingsronde | plaatsingsronde | eerste ronde         | kwartfinale          | halve finale         | finale / BM          | finale / BM |
| atleet                 | onderdeel | score           | rang            | tegenstander uitslag | tegenstander uitslag | tegenstander uitslag | tegenstander uitslag | rang        |
| ---------------------- | --------- | --------------- | --------------- | -------------------- | -------------------- | -------------------- | -------------------- | ----------- |
| Jana Ali Youssof Tolba | team      | 1197            | 27              | niet geplaatst       | niet geplaatst       | niet geplaatst       | niet geplaatst       | 27          |

### Gewichtheffen
Mannen
| atleet               | onderdeel | trekken | trekken | stoten | stoten | totaal | rang |
| atleet               | onderdeel | score   | rang    | score  | rang   | totaal | rang |
| -------------------- | --------- | ------- | ------- | ------ | ------ | ------ | ---- |
| Karim Abokahla       | -89 kg    | 165     | 8       | NM     | DNF    | DNF    | DNF  |
| Abdelrahman El-Sayed | +102 kg   | 183     | 8       | 233    | 7      | 416    | 7    |

Vrouwen
| atleet       | onderdeel | trekken | trekken | stoten | stoten | totaal | rang   |
| atleet       | onderdeel | score   | rang    | score  | rang   | totaal | rang   |
| ------------ | --------- | ------- | ------- | ------ | ------ | ------ | ------ |
| Neama Said   | -71 kg    | 97      | 10      | 125    | 8      | 222    | 9      |
| Sara Ahmed   | -81 kg    | 117     | 3       | 151    | 2      | 268    | Zilver |
| Halima Abbas | +81 kg    | 115     | 9       | 145    | 8      | 260    | 7      |

### Gymnastiek

#### Turnen
Mannen
| atleet        | onderdeel | kwalificatie | kwalificatie | kwalificatie | kwalificatie | kwalificatie | kwalificatie | kwalificatie | kwalificatie | finale         | finale         | finale         | finale         | finale         | finale         | finale         | finale         |
| atleet        | onderdeel | toestel      | toestel      | toestel      | toestel      | toestel      | toestel      | totaal       | positie      | toestel        | toestel        | toestel        | toestel        | toestel        | toestel        | totaal         | positie        |
| atleet        | onderdeel | vloer        | voltige      | ringen       | sprong       | brug         | rekstok      | totaal       | positie      | vloer          | voltige        | ringen         | sprong         | brug           | rekstok        | totaal         | positie        |
| ------------- | --------- | ------------ | ------------ | ------------ | ------------ | ------------ | ------------ | ------------ | ------------ | -------------- | -------------- | -------------- | -------------- | -------------- | -------------- | -------------- | -------------- |
| Omar El-Araby | meerkamp  | 12,466       | 13,066       | 13,600       | 12,700       | 14,133       | 12,700       | 78,665       | 40           | niet geplaatst | niet geplaatst | niet geplaatst | niet geplaatst | niet geplaatst | niet geplaatst | niet geplaatst | niet geplaatst |

Vrouwen
| Turnster(s)  | Onderdeel | Kwalificatie | Kwalificatie | Kwalificatie | Kwalificatie | Kwalificatie | Kwalificatie | Finale         | Finale         | Finale         | Finale         | Finale         | Finale         |
| Turnster(s)  | Onderdeel | Toestel      | Toestel      | Toestel      | Toestel      | Totaal       | Plaats       | Toestel        | Toestel        | Toestel        | Toestel        | Totaal         | Plaats         |
| Turnster(s)  | Onderdeel | Sprong       | Brug         | Balk         | Vloer        | Totaal       | Plaats       | Sprong         | Brug           | Balk           | Vloer          | Totaal         | Plaats         |
| ------------ | --------- | ------------ | ------------ | ------------ | ------------ | ------------ | ------------ | -------------- | -------------- | -------------- | -------------- | -------------- | -------------- |
| Jana Mahmoud | meerkamp  | 11,866       | 11,066       | 11,400       | 12,366       | 46,698       | 58           | niet geplaatst | niet geplaatst | niet geplaatst | niet geplaatst | niet geplaatst | niet geplaatst |

#### Ritmisch
Egypte kon een volledige ploeg ritmische gymnasten kwalificeren voor de Spelen dankzij het winnen van de gouden medaille op de Afrikaanse kampioenschappen van 2024 in Kigali , Rwanda.
| atleten     | onderdeel   | kwalificatie | kwalificatie | kwalificatie | kwalificatie | kwalificatie | kwalificatie | finale         | finale         | finale         | finale         | finale         | finale         |
| atleten     | onderdeel   | hoepel       | bal          | knotsen      | lint         | totaal       | rang         | hoepel         | bal            | knotsen        | lint           | totaal         | rang           |
| ----------- | ----------- | ------------ | ------------ | ------------ | ------------ | ------------ | ------------ | -------------- | -------------- | -------------- | -------------- | -------------- | -------------- |
| Aliaa Saleh | individueel | 28,700       | 28,150       | 27,850       | 27,000       | 111,700      | 23           | niet geplaatst | niet geplaatst | niet geplaatst | niet geplaatst | niet geplaatst | niet geplaatst |

| atleten                                                               | onderdeel | kwalificatie | kwalificatie         | kwalificatie | kwalificatie | finale         | finale               | finale         | finale         |
| atleten                                                               | onderdeel | 5 linten     | 3 knotsen, 2 hoepels | totaal       | rang         | 5 linten       | 3 knotsen, 2 hoepels | totaal         | rang           |
| --------------------------------------------------------------------- | --------- | ------------ | -------------------- | ------------ | ------------ | -------------- | -------------------- | -------------- | -------------- |
| Lamar Behairi Johara Eldeeb Farida Hussein Abeer Ramadan Amina Sobeih | team      | 30,850       | 25,050               | 55,900       | 14           | niet geplaatst | niet geplaatst       | niet geplaatst | niet geplaatst |

#### Trampoline
| atlete      | onderdeel | kwalificaties | kwalificaties | finale         | finale         |
| atlete      | onderdeel | score         | rang          | score          | rang           |
| ----------- | --------- | ------------- | ------------- | -------------- | -------------- |
| Malak Hamza | vrouwen   | 9,650         | 16            | niet geplaatst | niet geplaatst |

### Handbal

#### Mannen
| Olympiër | Onderdeel | Resultaat | Prestatie |
| --- | --------- | --------- | --------- |
| Mohamed Aly Seif El-Deraa Yehia El-Deraa Ibrahim El-Masry Omar El-Wakil Mohamed El-Tayar Abdelrahman Faisal Karim Handawy Ahmed Hesham Ahmed Hisham Ahmed Khairi Mohsen Mahmoud Ahmed Mesilhy Yahia Omar Akram Saad Mohamed Sanad Mohamed Mamdouh Shebib Khaled Walid Ali Zein | Mannen    | 5         | zie onder |

| Pos | Team          | Wed | W | G | V | Ptn | DV  | DT  | +/− | Kwalificatie |
| --- | ------------- | --- | - | - | - | --- | --- | --- | --- | ------------ |
| 1   | Denemarken    | 5   | 5 | 0 | 0 | 10  | 165 | 133 | +32 | Kwartfinales |
| 2   | Egypte        | 5   | 3 | 1 | 1 | 7   | 148 | 140 | +8  | Kwartfinales |
| 3   | Noorwegen     | 5   | 3 | 0 | 2 | 6   | 139 | 136 | +3  | Kwartfinales |
| 4   | Frankrijk (G) | 5   | 2 | 1 | 2 | 5   | 129 | 131 | −2  | Kwartfinales |
| 5   | Hongarije     | 5   | 1 | 0 | 4 | 2   | 137 | 138 | −1  |              |
| 6   | Argentinië    | 5   | 0 | 0 | 5 | 0   | 131 | 171 | −40 |              |

| Groepsfase      |                 |                |                |                |                |                |                |
| 27 juli 2024    | 11:00           | Hongarije      | 32 - 35        | Egypte         |                |                |                |
| 29 juli 2024    | 14:00           | Egypte         | 27 - 30        | Denemarken     |                |                |                |
| 31 juli 2024    | 19:00           | Frankrijk      | 26 - 26        | Egypte         |                |                |                |
| 2 augustus 2024 | 21:00           | Noorwegen      | 25 - 26        | Egypte         |                |                |                |
| 4 augustus 2024 | 11:00           | Egypte         | 34 - 27        | Argentinië     |                |                |                |
|                 |                 |                |                |                |                |                |                |
| Kwartfinale     | 7 augustus 2024 | 09:30          | Spanje         | 29 - 28        | Egypte         |                |                |
|                 |                 |                |                |                |                |                |                |
| Halve finale    | niet geplaatst  | niet geplaatst | niet geplaatst | niet geplaatst | niet geplaatst | niet geplaatst | niet geplaatst |
|                 |                 |                |                |                |                |                |                |
| Finale          | niet geplaatst  | niet geplaatst | niet geplaatst | niet geplaatst | niet geplaatst | niet geplaatst | niet geplaatst |

### Judo
Mannen
| atleet                 | onderdeel | eerste ronde         | tweede ronde          | derde ronde          | kwartfinale          | halve finale         | herkansing           | finale / BM          | finale / BM    |
| atleet                 | onderdeel | tegenstander uitslag | tegenstander uitslag  | tegenstander uitslag | tegenstander uitslag | tegenstander uitslag | tegenstander uitslag | tegenstander uitslag | rang           |
| ---------------------- | --------- | -------------------- | --------------------- | -------------------- | -------------------- | -------------------- | -------------------- | -------------------- | -------------- |
| Youssry Samy           | −60 kg    | n.v.t.               | Enkhtaivany V 00 - 10 | niet geplaatst       | niet geplaatst       | niet geplaatst       | niet geplaatst       | niet geplaatst       | niet geplaatst |
| Abdelrahman Abdelghany | −81 kg    | Djalo V 00 - 01      | niet geplaatst        | niet geplaatst       | niet geplaatst       | niet geplaatst       | niet geplaatst       | niet geplaatst       | niet geplaatst |

### Kanovaren

#### Sprint
Vrouwen
| atlete      | onderdeel | series  | series | kwartfinale | kwartfinale | halve finale   | halve finale   | finale         | finale         |
| atlete      | onderdeel | tijd    | rang   | tijd        | rang        | tijd           | rang           | tijd           | rang           |
| ----------- | --------- | ------- | ------ | ----------- | ----------- | -------------- | -------------- | -------------- | -------------- |
| Samaa Ahmed | K-1 500 m | 2.18,52 | 7 KF   | 2.14,39     | 7           | niet geplaatst | niet geplaatst | niet geplaatst | niet geplaatst |

### Moderne vijfkamp
| atleet             | onderdeel | onderdeel    | schermen (degen) | schermen (degen) | schermen (degen) | schermen (degen) | zwemmen (200 m vrije slag) | zwemmen (200 m vrije slag) | zwemmen (200 m vrije slag) | paardrijden (springen) | paardrijden (springen) | paardrijden (springen) | combinatie: schieten/lopen (10 m luchtpistool)/(3200 m) | combinatie: schieten/lopen (10 m luchtpistool)/(3200 m) | combinatie: schieten/lopen (10 m luchtpistool)/(3200 m) | totaal punten  | rang           |
| atleet             | onderdeel | onderdeel    | RR               | BR               | rang             | punten           | tijd                       | rang                       | punten                     | strafpunten            | rang                   | punten                 | tijd                                                    | rang                                                    | punten                                                  | totaal punten  | rang           |
| ------------------ | --------- | ------------ | ---------------- | ---------------- | ---------------- | ---------------- | -------------------------- | -------------------------- | -------------------------- | ---------------------- | ---------------------- | ---------------------- | ------------------------------------------------------- | ------------------------------------------------------- | ------------------------------------------------------- | -------------- | -------------- |
| Ahmed El-Gendy     | mannen    | halve finale | 24-11            | 0                | 245              | 1                | 1.59,76                    | 311                        | 4                          | 33                     | 267                    | 17                     | 10.07,61                                                | 693                                                     | 6                                                       | 1516 OR        | 1 Q            |
| Ahmed El-Gendy     | mannen    | finale       | 24-11            | 0                | 245              | 1                | 1.59,30                    | 312                        | 6                          | 0                      | 300                    | 6                      | 10.02,47                                                | 698                                                     | 11                                                      | 1555 WR        | Goud           |
| Mohanad Shaban     | mannen    | halve finale | 20-15            | 0                | 225              | 8                | 2.04,72                    | 301                        | 12                         | 14                     | 286                    | 10                     | 10.15,82                                                | 685                                                     | 6                                                       | 1497           | 9 Q            |
| Mohanad Shaban     | mannen    | finale       | 20-15            | 2                | 227              | 8                | 2.05,35                    | 300                        | 14                         | EL                     | 0                      | 18                     | 10.46,68                                                | 654                                                     | 17                                                      | 1181           | 18             |
| Malak Ismail       | vrouwen   | halve finale | 17-18            | 6                | 216              | 7                | 2.15,70                    | 279                        | 7                          | 14                     | 286                    | 13                     | 11.30,82                                                | 610                                                     | 6                                                       | 1391           | 8 Q            |
| Malak Ismail       | vrouwen   | finale       | 17-18            | 2                | 212              | 9                | 2.16,94                    | 277                        | 9                          | 7                      | 293                    | 10                     | 11.27,35                                                | 613                                                     | 11                                                      | 1395           | 12             |
| Salma Abdelmaksoud | vrouwen   | halve finale | 16-19            | 0                | 205              | 15               | 2.13,55                    | 283                        | 5                          | EL                     | 0                      | 17                     | 11.44,31                                                | 596                                                     | 9                                                       | 1084           | 17             |
| Salma Abdelmaksoud | vrouwen   | finale       | niet geplaatst   | niet geplaatst   | niet geplaatst   | niet geplaatst   | niet geplaatst             | niet geplaatst             | niet geplaatst             | niet geplaatst         | niet geplaatst         | niet geplaatst         | niet geplaatst                                          | niet geplaatst                                          | niet geplaatst                                          | niet geplaatst | niet geplaatst |

### Paardensport

#### Jumping
| ruiter       | paard    | onderdeel   | kwalificatie  | kwalificatie  | finale         | finale         | finale         |
| ruiter       | paard    | onderdeel   | strafpunten   | rang          | strafpunten    | tijd           | rang           |
| ------------ | -------- | ----------- | ------------- | ------------- | -------------- | -------------- | -------------- |
| Nayel Nasser | Coronado | individueel | terugtrekking | terugtrekking | niet geplaatst | niet geplaatst | niet geplaatst |

### Roeien
Mannen
| atleet                      | onderdeel          | series  | series | herkansingen | herkansingen | kwartfinale    | kwartfinale    | halve finale   | halve finale   | finale  | finale |
| atleet                      | onderdeel          | tijd    | rang   | tijd         | rang         | tijd           | rang           | tijd           | rang           | tijd    | rang   |
| --------------------------- | ------------------ | ------- | ------ | ------------ | ------------ | -------------- | -------------- | -------------- | -------------- | ------- | ------ |
| Abdelkhalek Elbana          | skiff              | 7.05,06 | 3 KF   | bye          | bye          | 7.18,59        | 6 HC/D         | 7.02,76        | 4 FD           | 6.58,44 | 21     |
| Mohamed Kota Ahmed Abdelaal | lichte dubbel-twee | 7.20,92 | 5 H    | 7.14,95      | 5 FC         | niet geplaatst | niet geplaatst | niet geplaatst | niet geplaatst | 6.37,92 | 16     |

Legenda: FA=finale A (medailles); FB=finale B (geen medailles); FC=finale C (geen medailles); FD=finale D (geen medailles); FE=finale E (geen medailles); FF=finale F (geen medailles); HA/B=halve finale A/B; HC/D=halve finale C/D; HE/F=halve finale E/F; KF=kwartfinale; H=herkansing

### Schermen
Mannen
| atleet                                                            | onderdeel   | eerste ronde         | tweede ronde         | derde ronde          | kwartfinale                | halve finale                         | finale / BM                               | finale / BM    |
| atleet                                                            | onderdeel   | tegenstander uitslag | tegenstander uitslag | tegenstander uitslag | tegenstander uitslag       | tegenstander uitslag                 | tegenstander uitslag                      | rang           |
| ----------------------------------------------------------------- | ----------- | -------------------- | -------------------- | -------------------- | -------------------------- | ------------------------------------ | ----------------------------------------- | -------------- |
| Mohamed El-Sayed                                                  | degen       | bye                  | Rodríguez W 15 - 7   | Santarelli W 15 - 10 | Loyola W 9 - 8             | Borel V 9 - 15                       | Andrásfi W 8 - 7                          | Brons          |
| Mohamed Mohsen                                                    | degen       | Jurka V 8 - 15       | niet geplaatst       | niet geplaatst       | niet geplaatst             | niet geplaatst                       | niet geplaatst                            | niet geplaatst |
| Mohammed Yasseen                                                  | degen       | bye                  | Minobe V 8 - 9       | niet geplaatst       | niet geplaatst             | niet geplaatst                       | niet geplaatst                            | niet geplaatst |
| Mohamed El-Sayed Mohamed Mohsen Mohammed Yasseen Mahmoud El-Sayed | degen team  | n.v.t.               | n.v.t.               | n.v.t.               | Frankrijk V 39 - 45        | plaatsing 5 - 8 Kazachstan V 21 - 34 | wedstrijd om plaats 7 Venezuela V 35 - 41 | 8              |
| Alaaeldin Abouelkassem                                            | floret      | bye                  | Iimura V 8 - 15      | niet geplaatst       | niet geplaatst             | niet geplaatst                       | niet geplaatst                            | niet geplaatst |
| Mohamed Hamza                                                     | floret      | bye                  | Jurkiewicz W 15 - 14 | Llavador W 15 - 12   | Macchi V 9 - 15            | niet geplaatst                       | niet geplaatst                            | niet geplaatst |
| Abdelrahman Tolba                                                 | floret      | bye                  | Dósa W 15 - 14       | Itkin V 8 - 15       | niet geplaatst             | niet geplaatst                       | niet geplaatst                            | niet geplaatst |
| Alaaeldin Abouelkassem Mohamed Hamza Abdelrahman Tolba            | floret team | n.v.t.               | n.v.t.               | n.v.t.               | Verenigde Staten V 35 - 45 | plaatsing 5 - 8 Polen V 36 - 45      | wedstrijd om plaats 7 Canada V 38 - 45    | 8              |
| Mohamed Amer                                                      | sabel       | bye                  | Moataz W 15 - 8      | Bazadze W 15 - 14    | Samele V 13 - 15           | niet geplaatst                       | niet geplaatst                            | niet geplaatst |
| Ziad El-Sissy                                                     | sabel       | bye                  | di Tella W 15 - 11   | Saron W 15 - 13      | Szabo W 15 - 14            | Ferjani V 11 - 15                    | Samele V 12 - 15                          | 4              |
| Adham Moataz                                                      | sabel       | bye                  | Amer V 8 - 15        | niet geplaatst       | niet geplaatst             | niet geplaatst                       | niet geplaatst                            | niet geplaatst |
| Mohamed Amer Ziad El-Sissy Adham Moataz Yassin Khodir             | sabel team  | n.v.t.               | n.v.t.               | n.v.t.               | Frankrijk V 41 - 45        | plaatsing 5 - 8 Canada W 45 - 41     | wedstrijd om plaats 5 Italië V 38 - 45    | 6              |

Vrouwen
| atleet                                       | onderdeel   | eerste ronde         | tweede ronde          | derde ronde          | kwartfinale          | halve finale                       | finale / BM                                      | finale / BM    |
| atleet                                       | onderdeel   | tegenstander uitslag | tegenstander uitslag  | tegenstander uitslag | tegenstander uitslag | tegenstander uitslag               | tegenstander uitslag                             | rang           |
| -------------------------------------------- | ----------- | -------------------- | --------------------- | -------------------- | -------------------- | ---------------------------------- | ------------------------------------------------ | -------------- |
| Nardin Ehab                                  | degen       | Gaber W 15 - 9       | Candassamy V 10 - 15  | niet geplaatst       | niet geplaatst       | niet geplaatst                     | niet geplaatst                                   | niet geplaatst |
| Shirwit Gaber                                | degen       | Ehab V 9 - 15        | niet geplaatst        | niet geplaatst       | niet geplaatst       | niet geplaatst                     | niet geplaatst                                   | niet geplaatst |
| Aya Hussein                                  | degen       | Diongue W 15 - 14    | Kong V 11 - 15        | niet geplaatst       | niet geplaatst       | niet geplaatst                     | niet geplaatst                                   | niet geplaatst |
| Nardin Ehab Shirwit Gaber Aya Hussein        | degen team  | n.v.t.               | n.v.t.                | n.v.t.               | Italië V 26 - 39     | plaatsing 5 - 8 Oekraïne V 31 - 45 | wedstrijd om plaats 7 Verenigde Staten V 30 - 44 | 8              |
| Yara El-Sharkawy                             | floret      | bye                  | Huang Q V 5 - 15      | niet geplaatst       | niet geplaatst       | niet geplaatst                     | niet geplaatst                                   | niet geplaatst |
| Sara Amr Hossny                              | floret      | bye                  | Italië V 5 - 15       | niet geplaatst       | niet geplaatst       | niet geplaatst                     | niet geplaatst                                   | niet geplaatst |
| Malak Hamza                                  | floret      | bye                  | Sauer V 3 - 15        | niet geplaatst       | niet geplaatst       | niet geplaatst                     | niet geplaatst                                   | niet geplaatst |
| Yara El-Sharkawy Sara Amr Hossny Malak Hamza | floret team | n.v.t.               | n.v.t.                | n.v.t.               | Italië V 14 - 15     | plaatsing 5 - 8 Polen V 21 - 45    | wedstrijd om plaats 7 China V 18 - 45            | 8              |
| Nada Hafez                                   | sabel       | bye                  | Tartakovsky W 15 - 13 | niet geplaatst       | niet geplaatst       | niet geplaatst                     | niet geplaatst                                   | niet geplaatst |

### Schietsport
Mannen
| atleet                   | onderdeel               | kwalificaties | kwalificaties | finale         | finale         |
| atleet                   | onderdeel               | punten        | rang          | punten         | rang           |
| ------------------------ | ----------------------- | ------------- | ------------- | -------------- | -------------- |
| Ibrahim Korayiem         | 50 m geweer 3 houdingen | 576-17x       | 41            | niet geplaatst | niet geplaatst |
| Ibrahim Korayiem         | 10 m luchtgeweer        | 625,3         | 39            | niet geplaatst | niet geplaatst |
| Mohamed Handy Abdelkader | 10 m luchtgeweer        | 627,8         | 24            | niet geplaatst | niet geplaatst |
| Omar Mohamed             | 25 m snelvuurpistool    | 576-18x       | 24            | niet geplaatst | niet geplaatst |
| Azmy Mehelba             | skeet                   | 121           | 10            | niet geplaatst | niet geplaatst |
| Omar Hesham Ibrahim      | skeet                   | 106           | 29            | niet geplaatst | niet geplaatst |

Vrouwen
| atlete                    | onderdeel         | kwalificaties | kwalificaties | finale         | finale         |
| atlete                    | onderdeel         | punten        | rang          | punten         | rang           |
| ------------------------- | ----------------- | ------------- | ------------- | -------------- | -------------- |
| Remas Khalil              | 10 m luchtgeweer  | 625,5         | 29            | niet geplaatst | niet geplaatst |
| Mai Magdy Elsayed Abuqarn | 10 m luchtgeweer  | 624,7         | 35            | niet geplaatst | niet geplaatst |
| Hala El-Gohari            | 10 m luchtpistool | 574-15x       | 12            | niet geplaatst | niet geplaatst |
| Nour Abbas Mohammed       | 10 m luchtpistool | DNS           | DNS           | niet geplaatst | niet geplaatst |
| Nour Abbas Mohammed       | 25 m pistool      | 568-18x       | 38            | niet geplaatst | niet geplaatst |
| Amira Aboushokka          | skeet             | 107           | 29            | niet geplaatst | niet geplaatst |
| Mariam Elsayed            | trap              | 110           | 27            | niet geplaatst | niet geplaatst |

Gemengd
| atlete                                      | onderdeel             | kwalificatie | kwalificatie | finale               | finale         |
| atlete                                      | onderdeel             | punten       | rang         | tegenstander uitslag | rang           |
| ------------------------------------------- | --------------------- | ------------ | ------------ | -------------------- | -------------- |
| Mohamed Handy Abdelkader Mai Magdy Elsayedl | 10 m luchtgeweer team | 626,3        | 11           | niet geplaatst       | niet geplaatst |
| Ibrahim Korayiem Remas Khalil               | 10 m luchtgeweer team | 620,6        | 28           | niet geplaatst       | niet geplaatst |

### Schoonspringen
Mannen
| atleet         | onderdeel  | series | series | halve finale   | halve finale   | finale         | finale         |
| atleet         | onderdeel  | punten | rang   | punten         | rang           | punten         | rang           |
| -------------- | ---------- | ------ | ------ | -------------- | -------------- | -------------- | -------------- |
| Mohamed Farouk | 3 m plank  | 317,40 | 23     | niet geplaatst | niet geplaatst | niet geplaatst | niet geplaatst |
| Ramez Sobhy    | 10 m toren | 266,95 | 26     | niet geplaatst | niet geplaatst | niet geplaatst | niet geplaatst |

Vrouwen
| atlete       | onderdeel  | series | series | halve finale   | halve finale   | finale         | finale         |
| atlete       | onderdeel  | punten | rang   | punten         | rang           | punten         | rang           |
| ------------ | ---------- | ------ | ------ | -------------- | -------------- | -------------- | -------------- |
| Maha Amer    | 3 m plank  | 250,20 | 24     | niet geplaatst | niet geplaatst | niet geplaatst | niet geplaatst |
| Malak Tawfik | 10 m toren | 193,75 | 28     | niet geplaatst | niet geplaatst | niet geplaatst | niet geplaatst |

### Synchroonzwemmen
| atlete | onderdeel | technische routine | technische routine | vrije routine (voorronde) | vrije routine (voorronde) | vrije routine (voorronde) | acrobatische routine | acrobatische routine                    | acrobatische routine |
| atlete | onderdeel | punten             | rang               | punten                    | totaal (technisch + vrij) | rang                      | punten               | totaal (technisch + vrij + acrobatisch) | rang                 |
| --- | --------- | ------------------ | ------------------ | ------------------------- | ------------------------- | ------------------------- | -------------------- | --------------------------------------- | -------------------- |
| Nadine Barsoum Hana Hiekal                                                                                                | duet      | 196,5250           | 16                 | 225,6541                  | 422,1791                  | 15                        | n.v.t.               | n.v.t.                                  | n.v.t.               |
| Farida Abdelbary Mariam Ahmed Nadine Barsoum Amina Elfeky Hana Hiekal Salma Marei Sondos Mohamed Nihal Saafan Malak Toson | team      | 242,7651           | 9                  | 243,9896                  | 486,7547                  | 10                        | 219,2267             | 705,9814                                | 10                   |

### Taekwondo
Mannen
| atleet       | onderdeel | kwalificatie         | eerste ronde         | kwartfinale          | halve finale         | herkansing           | finale / BM          | finale / BM    |
| atleet       | onderdeel | tegenstander uitslag | tegenstander uitslag | tegenstander uitslag | tegenstander uitslag | tegenstander uitslag | tegenstander uitslag | rang           |
| ------------ | --------- | -------------------- | -------------------- | -------------------- | -------------------- | -------------------- | -------------------- | -------------- |
| Ahmed Nassar | -68 kg    | bye                  | Alaphilippe V 0 - 2  | niet geplaatst       | niet geplaatst       | niet geplaatst       | niet geplaatst       | niet geplaatst |
| Seif Eissa   | -80 kg    | bye                  | Hrnic V 0 - 2        | niet geplaatst       | niet geplaatst       | niet geplaatst       | niet geplaatst       | niet geplaatst |

Vrouwen
| atleet      | onderdeel | kwalificatie         | eerste ronde         | kwartfinale          | halve finale         | herkansing           | finale / BM          | finale / BM    |
| atleet      | onderdeel | tegenstander uitslag | tegenstander uitslag | tegenstander uitslag | tegenstander uitslag | tegenstander uitslag | tegenstander uitslag | rang           |
| ----------- | --------- | -------------------- | -------------------- | -------------------- | -------------------- | -------------------- | -------------------- | -------------- |
| Aya Shehata | -67 kg    | n.v.t.               | Castro W 2 - 1       | Chaâri V 0 - 2       | niet geplaatst       | niet geplaatst       | niet geplaatst       | niet geplaatst |

### Tafeltennis
Mannen
| atleet                                          | onderdeel | voorronde            | eerste ronde            | tweede ronde                              | derde ronde            | kwartfinale          | halve finale         | finale / BM    | finale / BM    |
| atleet                                          | onderdeel | tegenstander uitslag | tegenstander uitslag    | tegenstander uitslag!tegenstander uitslag | tegenstander uitslag   | tegenstander uitslag | tegenstander uitslag | rang           |                |
| ----------------------------------------------- | --------- | -------------------- | ----------------------- | ----------------------------------------- | ---------------------- | -------------------- | -------------------- | -------------- | -------------- |
| Omar Assar                                      | enkelspel | bye                  | Rakotoarimanana W 4 - 1 | Mino W 4 - 0                              | Gerassimenko W 4 - 2   | T. Möregårdh V 1 - 4 | niet geplaatst       | niet geplaatst | niet geplaatst |
| Mohamed El-Beiali                               | enkelspel | bye                  | Redzimski V 0 - 4       | niet geplaatst                            | niet geplaatst         | niet geplaatst       | niet geplaatst       | niet geplaatst | niet geplaatst |
| Youssef Abdel-Aziz Omar Assar Mohamed El-Beiali | team      | n.v.t.               | n.v.t.                  | n.v.t.                                    | Chinees Taipei V 0 - 3 | niet geplaatst       | niet geplaatst       | niet geplaatst | niet geplaatst |

Vrouwen
| atleet                                 | onderdeel | voorronde            | eerste ronde         | tweede ronde         | derde ronde          | kwartfinale          | halve finale         | finale / BM          | finale / BM    |
| atleet                                 | onderdeel | tegenstander uitslag | tegenstander uitslag | tegenstander uitslag | tegenstander uitslag | tegenstander uitslag | tegenstander uitslag | tegenstander uitslag | rang           |
| -------------------------------------- | --------- | -------------------- | -------------------- | -------------------- | -------------------- | -------------------- | -------------------- | -------------------- | -------------- |
| Hana Goda                              | enkelspel | bye                  | Eerland V 0 - 4      | niet geplaatst       | niet geplaatst       | niet geplaatst       | niet geplaatst       | niet geplaatst       | niet geplaatst |
| Dina Meshref                           | enkelspel | bye                  | Xiao W 4 - 1         | Hiyata V 0 - 4       | niet geplaatst       | niet geplaatst       | niet geplaatst       | niet geplaatst       | niet geplaatst |
| Mariam Alhodaby Hana Goda Dina Meshref | team      | n.v.t.               | n.v.t.               | n.v.t.               | China V 0 - 3        | niet geplaatst       | niet geplaatst       | niet geplaatst       | niet geplaatst |

Gemengd
| atleet                  | onderdeel  | voorronde              | eerste ronde         | kwartfinale          | halve finale         | finale / BM    | finale / BM |
| atleet                  | onderdeel  | tegenstander uitslag   | tegenstander uitslag | tegenstander uitslag | tegenstander uitslag | rang           |             |
| ----------------------- | ---------- | ---------------------- | -------------------- | -------------------- | -------------------- | -------------- | ----------- |
| Omar Assar Dina Meshref | dubbelspel | Wang C - Sun Y V 0 - 4 | niet geplaatst       | niet geplaatst       | niet geplaatst       | niet geplaatst |             |

### Tennis
Vrouwen
| atleet       | onderdeel | eerste ronde              | tweede ronde         | derde ronde          | kwartfinale          | halve finale         | finale / BM          | finale / BM    |
| atleet       | onderdeel | tegenstander uitslag      | tegenstander uitslag | tegenstander uitslag | tegenstander uitslag | tegenstander uitslag | tegenstander uitslag | rang           |
| ------------ | --------- | ------------------------- | -------------------- | -------------------- | -------------------- | -------------------- | -------------------- | -------------- |
| Mayar Sherif | enkelspel | Wozniacki V 6-2, 5-7, 1-6 | niet geplaatst       | niet geplaatst       | niet geplaatst       | niet geplaatst       | niet geplaatst       | niet geplaatst |

### Voetbal

#### Mannen
| Atleten | Discipline | Resultaat | Prestatie |
| --- | ---------- | --------- | --------- |
| Hossam Abdelmaguid Ibrahim Adel Hamza Alaa Ahmed Atef Ahmed Eid Karim El Debes Ali El Gabry Mohamed Elneny Osama Faisal Omar Fayed Ziad Kamal Bilal Mazhar Ahmed Nabil Koka Mostafa Saad Mahmoud Saber Ahmed Sayed Mohamed Shehata Mohamed Tarek | mannen     | 4         | zie onder |

Reserve: Mohamed Hamdy - Ahmed Abdelnaby - Mohamed El Maghrabi - Mohamed Seha
| Groep C |                        |             |             |             |             |            |            |            |        |
| #       | Land                   | Wedstrijden | Wedstrijden | Wedstrijden | Wedstrijden | Doelpunten | Doelpunten | Doelpunten | Punten |
| #       | Land                   | G           | W           | G           | V           | V          | T          | Saldo      | Punten |
| 1       | Egypte                 | 3           | 2           | 1           | 0           | 3          | 1          | +2         | 7      |
| 2       | Spanje                 | 3           | 2           | 0           | 1           | 6          | 4          | +2         | 6      |
| 3       | Dominicaanse Republiek | 3           | 0           | 2           | 1           | 2          | 4          | -2         | 2      |
| 4       | Oezbekistan            | 3           | 0           | 1           | 2           | 2          | 4          | -2         | 1      |

| groepsfase     |                 |             |           |                        |          |  |  |
| 24 juli 2024   | 17:00           | Egypte      | 0 - 0     | Dominicaanse Republiek |          |  |  |
| 27 juli 2024   | 17:00           | Oezbekistan | 0 - 1     | Egypte                 |          |  |  |
| 30 juli 2024   | 15:00           | Spanje      | 1 - 2     | Egypte                 |          |  |  |
|                |                 |             |           |                        |          |  |  |
| kwartfinale    | 2 augustus 2024 | 19:00       | Egypte    | 1 - 1 Penalties 5-4    | Paraguay |  |  |
|                |                 |             |           |                        |          |  |  |
| halve finale   | 5 augustus 2024 | 21:00       | Frankrijk | 3 - 1                  | Egypte   |  |  |
|                |                 |             |           |                        |          |  |  |
| bronzen finale | 8 augustus 2024 | 17:00       | Egypte    | 0 - 6                  | Marokko  |  |  |

### Volleybal

#### Beachvolleybal
| atleten                         | onderdeel | eerste ronde                | eerste ronde                        | eerste ronde                     | eerste ronde | tussenronde          | achtste finale       | kwartfinale          | halve finale         | finale / BM          | finale / BM    |
| atleten                         | onderdeel | tegenstander uitslag        | tegenstander uitslag                | tegenstander uitslag             | stand        | tegenstander uitslag | tegenstander uitslag | tegenstander uitslag | tegenstander uitslag | tegenstander uitslag | rang           |
| ------------------------------- | --------- | --------------------------- | ----------------------------------- | -------------------------------- | ------------ | -------------------- | -------------------- | -------------------- | -------------------- | -------------------- | -------------- |
| Marwa Abdelhady Doaa Elghobashy | vrouwen   | Ramos - Duda V 14-21, 19-21 | Gottardi - Menegatti V 16-21, 10-21 | Fernández - Soria V 18-21, 14-21 | 4            | niet geplaatst       | niet geplaatst       | niet geplaatst       | niet geplaatst       | niet geplaatst       | niet geplaatst |

#### Zaalvolleybal
Mannen
| Atleten | Discipline | Resultaat  | Prestatie |
| --- | ---------- | ---------- | --------- |
| Ahmed Azab Abdelrahman Mohamed Osman Elhaddad Mohamed Hassan Abdelrahman Elhossiny Eissa Mohamed Sayedin Asran Mohamed Masoud Hossam Abdalla Seifeldin Hassan Aly Abdelrahman Seoudy Mostafa Gaber Abdelsalam Abdelmoaty Reda Haikal Mohamed Moustafa Issa | mannen     | groepsfase | zie onder |

| # | Ploeg    | Punten | Wedstrijden | Wedstrijden | Wedstrijden | Sets | Sets | Sets  |
| # | Ploeg    | Punten | G           | W           | V           | W    | V    | Ratio |
| - | -------- | ------ | ----------- | ----------- | ----------- | ---- | ---- | ----- |
| 1 | Italië   | 9      | 3           | 3           | 0           | 9    | 2    | +7    |
| 2 | Polen    | 5      | 3           | 2           | 1           | 7    | 5    | +2    |
| 3 | Brazilië | 4      | 3           | 1           | 2           | 6    | 6    | 0     |
| 4 | Egypte   | 0      | 3           | 0           | 3           | 0    | 9    | -9    |

| Ronde           | Datum          | MEZT           | Land           | Score          | Land           |
| --------------- | -------------- | -------------- | -------------- | -------------- | -------------- |
| Groepsfase      |                |                |                |                |                |
| 27 juli 2024    | 17:00          | Polen          | 3 - 0          | Egypte         |                |
| 30 juli 2024    | 09:00          | Italië         | 3 - 0          | Egypte         |                |
| 2 augustus 2024 | 13:00          | Brazilië       | 3 - 0          | Japan          |                |
|                 |                |                |                |                |                |
| Kwartfinale     | niet geplaatst | niet geplaatst | niet geplaatst | niet geplaatst | niet geplaatst |
|                 |                |                |                |                |                |
| Halve finale    | niet geplaatst | niet geplaatst | niet geplaatst | niet geplaatst | niet geplaatst |
|                 |                |                |                |                |                |
| Finale          | niet geplaatst | niet geplaatst | niet geplaatst | niet geplaatst | niet geplaatst |

### Wielersport

#### Baanwielrennen
Keirin
| atleet      | onderdeel        | ronde 1 | herkansing     | kwartfinale    | halve finale   | finale         |
| atleet      | onderdeel        | rang    | rang           | rang           | rang           | rang           |
| ----------- | ---------------- | ------- | -------------- | -------------- | -------------- | -------------- |
| Shahd Saaed | keirin (vrouwen) | DNS     | niet geplaatst | niet geplaatst | niet geplaatst | niet geplaatst |

Omnium
| atleet               | onderdeel        | scratchrace | scratchrace | temporace | temporace | afvalrace | afvalrace | puntenrace | puntenrace | totaal punten | rang |
| atleet               | onderdeel        | rang        | punten      | rang      | punten    | rang      | punten    | rang       | punten     | totaal punten | rang |
| -------------------- | ---------------- | ----------- | ----------- | --------- | --------- | --------- | --------- | ---------- | ---------- | ------------- | ---- |
| Youssef Abouelhassan | omnium (mannen)  | 22          | -39         | 22        | 1         | 15        | 12        | DNF        | -40        | 22            | -66  |
| Ebtissam Mohamed     | omnium (vrouwen) | 11          | 20          | 21        | 1         | 14        | 14        | 21         | 35         | 21            | 15   |

Sprint
| atleet      | onderdeel        | kwalificaties | kwalificaties | ronde 1              | herkansing 1         | ronde 2              | herkansing 2         | ronde 3              | herkansing 3         | kwartfinale          | halve finale         | finale/BM            | finale/BM      |                |
| atleet      | onderdeel        | tijd          | rang          | tegenstander uitslag | tegenstander uitslag | tegenstander uitslag | tegenstander uitslag | tegenstander uitslag | tegenstander uitslag | tegenstander uitslag | tegenstander uitslag | tegenstander uitslag | rang           |                |
| ----------- | ---------------- | ------------- | ------------- | -------------------- | -------------------- | -------------------- | -------------------- | -------------------- | -------------------- | -------------------- | -------------------- | -------------------- | -------------- | -------------- |
| Shahd Saeed | sprint (vrouwen) | DNS           | DNS           | niet geplaatst       | niet geplaatst       | niet geplaatst       | niet geplaatst       | niet geplaatst       | niet geplaatst       | niet geplaatst       | niet geplaatst       | niet geplaatst       | niet geplaatst | niet geplaatst |

### Worstelen

#### Grieks-Romeinse stijl
Mannen
| atleet                   | onderdeel | eerste ronde         | tweede ronde         | kwartfinale          | halve finale         | herkansing           | finale / BM          | finale / BM    |
| atleet                   | onderdeel | tegenstander uitslag | tegenstander uitslag | tegenstander uitslag | tegenstander uitslag | tegenstander uitslag | tegenstander uitslag | rang           |
| ------------------------ | --------- | -------------------- | -------------------- | -------------------- | -------------------- | -------------------- | -------------------- | -------------- |
| Moamen Ahmed Mohamed     | −60 kg    | bye                  | Cao L V 2 - 6        | niet geplaatst       | niet geplaatst       | Rodríguez V 1 - 12   | niet geplaatst       | niet geplaatst |
| Mohamed Ibrahim El-Sayed | −67 kg    | n.v.t.               | Jafarov V 0 - 9      | niet geplaatst       | niet geplaatst       | niet geplaatst       | niet geplaatst       | niet geplaatst |
| Mahmoud Abdelrahman      | −77 kg    | n.v.t.               | Vardanyan V 0 - 9    | niet geplaatst       | niet geplaatst       | niet geplaatst       | niet geplaatst       | niet geplaatst |
| Mohamed Metwally         | −87 kg    | n.v.t.               | Tursynov V 1 - 10    | niet geplaatst       | niet geplaatst       | niet geplaatst       | niet geplaatst       | niet geplaatst |
| Mohamed Ali Gabr         | −97 kg    | n.v.t.               | Kajaia W 6 - 1       | AIN W 4 - 1          | Saravi V 0 - 6       | bye                  | Dzhuzupbekov V 1 - 2 | 5              |
| Abdellatif Mohamed       | −130 kg   | n.v.t.               | Bakır W 3 - 1        | Acosta V 1 - 2       | niet geplaatst       | Milov W 6 - 4        | Meng L V 2 - 5       | 5              |

#### Vrije stijl
Mannen
| atlete          | onderdeel | eerste ronde         | kwartfinale             | halve finale         | herkansing           | finale / BM          | finale / BM    |
| atlete          | onderdeel | tegenstander uitslag | tegenstander uitslag    | tegenstander uitslag | tegenstander uitslag | tegenstander uitslag | rang           |
| --------------- | --------- | -------------------- | ----------------------- | -------------------- | -------------------- | -------------------- | -------------- |
| Gamal Mohamed   | −57 kg    | n.v.t.               | Cruz V 1 - 4            | niet geplaatst       | niet geplaatst       | niet geplaatst       | niet geplaatst |
| Amr Reda Hussen | −74 kg    | bye                  | Lu F V 4 - 14           | niet geplaatst       | niet geplaatst       | niet geplaatst       | niet geplaatst |
| Mostafa El-Ders | −97 kg    | n.v.t.               | Yergali V 2 - 6         | niet geplaatst       | niet geplaatst       | niet geplaatst       | niet geplaatst |
| Diaaeldin Kamal | −125 kg   | n.v.t.               | Meshvildishvili V 0 - 4 | niet geplaatst       | niet geplaatst       | niet geplaatst       | niet geplaatst |

Vrouwen
| atlete      | onderdeel | eerste ronde         | kwartfinale          | halve finale         | herkansing           | finale / BM          | finale / BM    |
| atlete      | onderdeel | tegenstander uitslag | tegenstander uitslag | tegenstander uitslag | tegenstander uitslag | tegenstander uitslag | rang           |
| ----------- | --------- | -------------------- | -------------------- | -------------------- | -------------------- | -------------------- | -------------- |
| Nada Medani | −50 kg    | n.v.t.               | Feng Z V 2 - 7       | niet geplaatst       | niet geplaatst       | niet geplaatst       | niet geplaatst |

### Zeilen
Mannen
| atlete     | onderdeel | race | race | race | race | race | race | race | race | race        | race        | race   | race   | race           | netto punten | eindnotering |
| atlete     | onderdeel | 1    | 2    | 3    | 4    | 5    | 6    | 7    | 8    | 9           | 10          | 11     | 12     | M              | netto punten | eindnotering |
| ---------- | --------- | ---- | ---- | ---- | ---- | ---- | ---- | ---- | ---- | ----------- | ----------- | ------ | ------ | -------------- | ------------ | ------------ |
| Aly Badawy | ILCA 7    | 37   | 40   | 38   | 36   | 41   | 41   | 29   | 39   | geannuleerd | geannuleerd | n.v.t. | n.v.t. | niet geplaatst | 260          | 41           |

Vrouwen
| atlete         | onderdeel | race | race | race | race | race | race | race | race | race | race        | race   | race   | race           | netto punten | eindnotering |
| atlete         | onderdeel | 1    | 2    | 3    | 4    | 5    | 6    | 7    | 8    | 9    | 10          | 11     | 12     | M              | netto punten | eindnotering |
| -------------- | --------- | ---- | ---- | ---- | ---- | ---- | ---- | ---- | ---- | ---- | ----------- | ------ | ------ | -------------- | ------------ | ------------ |
| Khouloud Mansy | ILCA 6    | 40   | 36   | 31   | 39   | 41   | 41   | 35   | 40   | 36   | geannuleerd | n.v.t. | n.v.t. | niet geplaatst | 298          | 39           |

### Zwemmen
Mannen
| atleet           | onderdeel         | series  | series | halve finale | halve finale | finale         | finale         |
| atleet           | onderdeel         | tijd    | rang   | tijd         | rang         | tijd           | rang           |
| ---------------- | ----------------- | ------- | ------ | ------------ | ------------ | -------------- | -------------- |
| Marwan El-Kamash | 800 m vrije slag  | 8.07,00 | 27     | n.v.t.       | n.v.t.       | niet geplaatst | niet geplaatst |
| Marwan El-Kamash | 1500 m vrije slag | DNS     | DNS    | n.v.t.       | n.v.t.       | niet geplaatst | niet geplaatst |

Vrouwen
| atleet               | onderdeel        | series  | series | halve finale   | halve finale   | finale         | finale         |
| atleet               | onderdeel        | tijd    | rang   | tijd           | rang           | tijd           | rang           |
| -------------------- | ---------------- | ------- | ------ | -------------- | -------------- | -------------- | -------------- |
| Lojine Abdalla Salah | 200 m vrije slag | 2.07,19 | 24     | niet geplaatst | niet geplaatst | niet geplaatst | niet geplaatst |